# 一德路
一德路是廣東廣州市越秀區的一條東西走向的道路，位於泰康路以西，和平東路以東，長1,150米，宽15－17米。因路旁有明、清时代“一德學社”而得名，出自宋．杨时《河南程氏粹言．论道篇》的“一德立而百善从之”。

## 歷史
明嘉靖四十四年（1565年），廣州構築外城。今一德路為“新城”南城牆所在地，新城八城門中，今一德路地段有五仙門、靖海門，城門外則為珠江。清朝兩廣總督署就設在該地段（今石室）。咸豐六年（1865年），英、法軍艦炮轟總督署，府衙夷為平地，其後法教會在府衙廢址建起天主教聖心堂、學校和慈善堂。
明清時期一德路俗稱“三欄”（即果欄、菜欄、魚欄），現在一德路還有一条内街叫做“果菜新街”。一德路賣海味，至少有百年历史。20世紀初廣州清拆新城城牆，在城基上建築馬路，但拆城先於泰康路，遲於老城文明路，1920年落成。
清末的穀欄在一德路西端（仁濟路口），也叫穀埠。民國初年，穀欄移到了一德路東端（五仙門），光復後又一度移到東堤。廣州最大的果欄、菜欄、鹹魚欄都集中一德路南側（清代城牆之外），廣州人一說“去三欄”，就知道是去一德路。
廣州市鹹魚商業同業公會於1946年在一德中路271號成立，後當局劃一德路265－295號鋪尾荒地為鹹魚市場。 共和國初期，一德路仍有果、菜、鹹魚三欄，鹹魚欄尤為興旺，乃省內最大的鹹魚市場。1960年代後，逐步被乾果副食品取代。
共和國後公私合營，1965年廣州市在一德路成立廣州市副食品批發公司，此地的京果、乾雜菜副食品業由私營轉變成受政府完全控制的經營業務。 
有说法称原先这里的街道十分杂乱，清末重新规划，把相邻的几条横街打通成一条马路。

## 特色
長久以來，一德路以乾果、海味雜貨店總匯街道聞名，在珠三角乃至東南亞地區有一定知名度，每年尤其臨近農曆新年，生意特別興旺。及後玩具文具精品批發業亦在一德路成行成市，多間批發零售商業大廈興建開業，亦在區内聞名。另外，天主教廣州教區最著名教堂石室聖心大教堂位於一德路東段，亦是遊客必到之處。而新興建的兒童公園亦座落於一德路西段，更增加了此路段的人流量。
由于一德路及周边批发市场密集、街道狭窄、人流量大、无牌电动车三轮车乱穿乱停，导致环境拥挤不堪。尤其是海鲜干货批发市场，散发各种异味，地面亦常有污渍。政府曾多次整治环境，但效果有限。
建築方面，一德路尚存部分騎樓建築，而一德路西段騎樓經過翻新雖得以保存，卻已不復原貌。

## 俗語
一德路是廣州一條重要的街道，而廣州人以含有數目字“一”至“十”的地名串成的順口溜，便是以“一德路”開始。
即一德路、二沙頭、三元里、四牌樓、五仙觀、六榕路、七株榕、八旗二馬路、九曲巷、十甫路。

## 與之交匯道路
道路顺序由東往西排列
- 泰康路
- 广州起义路
- 僑光西路
- 解放南路
- 靖海路
- 勞動路
- 海珠南路
- 天成路
- 仁济路
- 和平東路
- 人民高架路

## 兩旁的主要建築物／機構
- 地鐵二號綫海珠廣場站
- 海印繽繽廣場
- 萬菱廣場
- 石室聖心大教堂
- 一德誼園精品文具批發市場
- 地鐵六號綫一德路站
- 山海城
- 國際玩具城
- 中港玩具城
- 兒童公園

## 公共交通
- 广州地铁2号线海珠廣場站
- 广州地铁6号线海珠廣場站、一德路站

均在鄰近一德路位置設有出口。